# Iolaus julianus
Iolaus julianus är en fjärilsart som beskrevs av Otto Staudinger 1891. Iolaus julianus ingår i släktet Iolaus och familjen juvelvingar. Inga underarter finns listade i Catalogue of Life.